# Mirarissoina
Mirarissoina is een geslacht van weekdieren uit de klasse van de Gastropoda (slakken).

## Soorten
- Mirarissoina bermudezi (Aguayo & Rehder, 1936)
- Mirarissoina histia (Bartsch, 1915)
- Mirarissoina lata Faber & Moolenbeek, 2013
- Mirarissoina lepida (Woodring, 1928) †
- Mirarissoina trauseli Faber & Slieker, 2014
- Mirarissoina xesta (Woodring, 1928) †